# Kosuge
Kosuge (小菅村, Kosuge-mura) est un village situé dans le district de Kitatsuru (préfecture de Yamanashi), au Japon.